# العلاقات الجيبوتية الشمال مقدونية
العلاقات الجيبوتية الشمال مقدونية هي العلاقات الثنائية التي تجمع بين جيبوتي وشمال مقدونيا.

## مقارنة بين البلدين
هذه مقارنة عامة ومرجعية للدولتين:
| وجه المقارنة                                              | جيبوتي                    | شمال مقدونيا                                               |
| --------------------------------------------------------- | ------------------------- | ---------------------------------------------------------- |
| المساحة (كم2)                                             | 23.20 ألف                 | 25.71 ألف                                                  |
| عدد السكان (نسمة)                                         | 956.99 ألف                | 2.08 مليون                                                 |
| الكثافة السكانية (ن./كم²)                                 | 41.25                     | 80.9                                                       |
| العاصمة                                                   | جيبوتي                    | إسكوبية                                                    |
| اللغة الرسمية                                             | لغة فرنسية، اللغة العربية | اللغة المقدونية، اللغة الألبانية                           |
| العملة                                                    | فرنك جيبوتي               | دينار مقدوني                                               |
| الناتج المحلي الإجمالي (بليون دولار)                      | 1.84 مليار                | 11.34 مليار                                                |
| الناتج المحلي الإجمالي (تعادل القوة الشرائية) بليون دولار | 3.10 مليار                | 29.26 مليار                                                |
| الناتج المحلي الإجمالي الاسمي للفرد دولار أمريكي          | 1.95 ألف                  | 4.85 ألف                                                   |
| الناتج المحلي الإجمالي للفرد دولار أمريكي                 | 3.27 ألف                  | 16.25 ألف                                                  |
| مؤشر التنمية البشرية                                      | 0.470                     | 0.747                                                      |
| رمز المكالمات الدولي                                      | +253                      | +389                                                       |
| رمز الإنترنت                                              | .dj                       | .mk                                                        |
| المنطقة الزمنية                                           | ت ع م+03:00               | توقيت وسط أوروبا، ت ع م+01:00، ت ع م+02:00، أوروبا/سكوبيه ‏ |

## منظمات دولية مشتركة
يشترك البلدان في عضوية مجموعة من المنظمات الدولية، منها:
| علم المنظمة | اسم المنظمة                        | تاريخ انضمام جيبوتي | تاريخ انضمام شمال مقدونيا |
| ----------- | ---------------------------------- | ------------------- | ------------------------- |
|             | مؤسسة التنمية الدولية              | 1 أكتوبر 1980       | 25 فبراير 1993            |
|             | يونسكو                             | 31 أغسطس 1989       | 28 يونيو 1993             |
|             | وكالة ضمان الاستثمار متعدد الأطراف | 12 يناير 2007       | 19 مارس 1993              |
|             | الأمم المتحدة                      | 20 سبتمبر 1977      | 8 أبريل 1993              |
|             | الاتحاد البريدي العالمي            | ?                   | ?                         |
|             | البنك الدولي للإنشاء والتعمير      | 1 أكتوبر 1980       | 25 فبراير 1993            |
|             | الاتحاد الدولي للاتصالات           | 22 نوفمبر 1977      | 4 مايو 1993               |
|             | منظمة حظر الأسلحة الكيميائية       | ?                   | ?                         |
|             | مؤسسة التمويل الدولية              | 1 أكتوبر 1980       | 25 فبراير 1993            |
|             | منظمة التجارة العالمية             | ?                   | ?                         |
|             | منظمة الشرطة الجنائية الدولية      | ?                   | ?                         |